# Анатольева, Анна Ивановна
Анна Ивановна Анатольева (1926—1982) — советский геолог, доктор геолого-минералогических наук, супруга И. В. Лучицкого (1912—1983), специалист в области литологии и стратиграфии.

## Биография
Родилась 4 ноября 1926 г. в Смоленске.
В 1950 г. с отличием закончила геологический факультет МГУ им. М. В. Ломоносова, ученица профессора А.Н. Мазаровича.
В 1950—1954 годах работала в Геологическом управлении «Енисейстрой» МВД СССР в составе Красноярской тематической экспедиции, занималась геологической съемкой и прогнозом поисков месторождений меди, изучала стратиграфию и литологию девонских красноцветных формаций на юге Красноярского края.
В 1956 году во Львовском университете защитила кандидатскую диссертацию на тему «Стратиграфия и некоторые вопросы палеогеографии Минусинского межгорного прогиба».
В 1956—1961 годах сотрудница организованной И. В. Лучицким Комплексной научно-исследовательской лаборатории геологии и минерального сырья (КНИИГиМС), проводила исследования по стратиграфии Алтае-Саянской складчатой области.
В 1962—1979 годах. работала в Институте геологии и геофизики СО АН СССР (г. Новосибирск). На региональном материале (Сибирь, Казахстан, Урал и Приуралье, запад Русской платформы и т. д.) исследовала проблематику происхождения и эволюции красноцветных отложений в формационном плане.
В 1971 году защитила по этой тематике диссертацию на соискание ученой степени доктора геолого-минералогических наук.
В 1972 г. опубликовала труд «Домезозойские красноцветные формации», который принес ей признание как специалисту по проблемам красноцветных отложений и их эволюции в истории Земли.
С 1973 года — член Межведомственного тектонического комитета.
В 1978 году опубликовала работу «Главные рубежи эволюции красноцветных формаций», в которой обосновала идею крупных переломных рубежей, разделяющих этапы длительного развития красноцветного осадкообразования.
В 1979—1982 годах — старший научный сотрудник Института литосферы АН СССР (г. Москва), разрабатывала новые планы изучения древнейших докембрийских континентальных ландшафтов развития красноцветного осадкообразования.
Скоропостижно скончалась 25 сентября 1982 года.

## Научная деятельность
Участвовала в международных симпозиумах в Канаде, Великобритании, Франции, Индии и других странах.
Своими трудами А. И. Анатольева внесла крупный вклад в изучение континентальных красноцветных формаций и в целом разработала методические основы изучения эволюции осадочных пород.
На протяжении более 30 лет оказывала постоянную помощь и поддержку в работе И. В. Лучицкому, была первым читателем и критиком его работ. Ей посвящена его последняя монография «Палеовулканология».

### Публикации
- Анатольева А. И. Стратиграфия и некоторые вопросы палеогеографии девона Минусинского межгорного прогиба.— Новосибирск: Издательство СО АН СССР, 1960. 52 с. (Труды Института геологии и геофизики; Вып. 2).
- Анатольева А. И. Сравнительная характеристика девонских отложений Тувинского и Минусинского прогибов // Докл. АН СССР. 1960. Т. 135.№ 2.С.391-394.
- Анатольева А. И. О верхней границе позднего докембрия в низовьях Ангары // Докл. АН СССР. 1964. Т. 159. № 4. С. 789—792.
- Анатольева А. И. Сравнительная характеристика девонских отложений Саяно-Алтайской складчатой области. — М.: Наука, 1964. — 124 с.
- Anatolyeva A. Red devonian sedimentation in the Southern Syberian regions. // International Symposium on the devonian system. / Ed. D.H.Oswald. Calgary, 1967. Vol. II. P. 1129.
- Анатольева А. И. Древняя красноцветная терригенно-гематитовая формация на юго-западе Сибирской платформы // Бюллетень Московского общества испытателей природы. Отдел геологический. 1968. Т. XLIII (5). C.79-91.
- Анатольева А. И. Некоторые особенности состава красноцветных формаций позднего докембрия // Докл. АН СССР. Т. 179. № 5. С.1163-1166.
- Анатольева А. И. Домезозойские красноцветные формации. / Отв. ред. акад. А. Л. Яншин. — Новосибирск: Наука, 1972. — 348 с. (Труды Института геологии и геофизики; Вып. 190).
- Анатольева А. И. Главные рубежи эволюции красноцветных формаций / Отв. ред. акад. А. Л. Яншин. — Новосибирск: Наука, 1978. — 190 с. (Труды Института геологии и геофизики; Вып. 416).
- Анатольева А.И. Проблемы изучения континентальных красноцветных формаций / Отв. ред. Новосибирск: Наука,1978.— 104 с. (Труды Института геологии и геофизики; Вып. 467).
- Анатольева А. И. Проблемы изучения докембрийских континентальных ландшафтов // Литология и полезные ископаемые.— М.: Наука, 1982. — С. 109—115.
- Анатольева А. И. Эволюция континентального красноцветного породообразования в истории Земли // Эволюция осадочного процесса в океанах и на континентах. — М.: Наука, 1983. — С. 121—128.

## Память
В 1995 году именем А. И. Анатольевой была названа одна из улиц Красноярска.